# James Wood-Mason

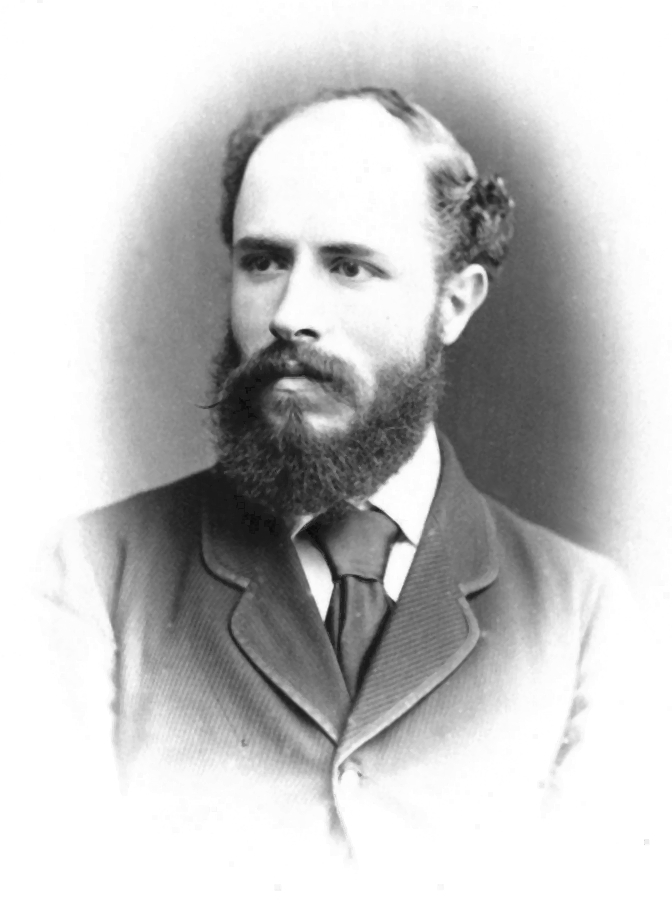
James Wood-Mason, 1876

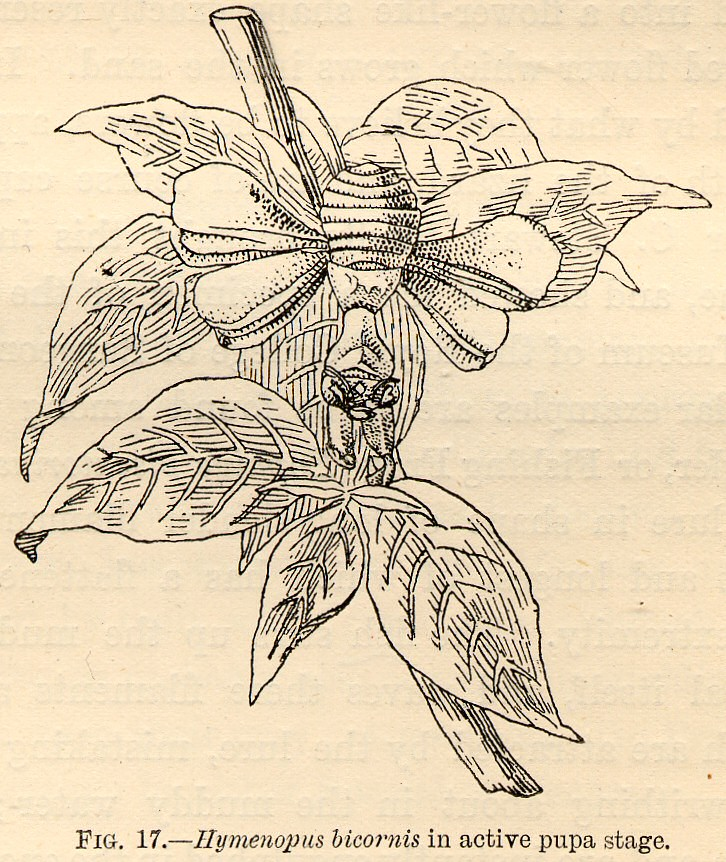
Wood-Masons Zeichnung von Hymenopus coronatus aus dem Jahr 1889

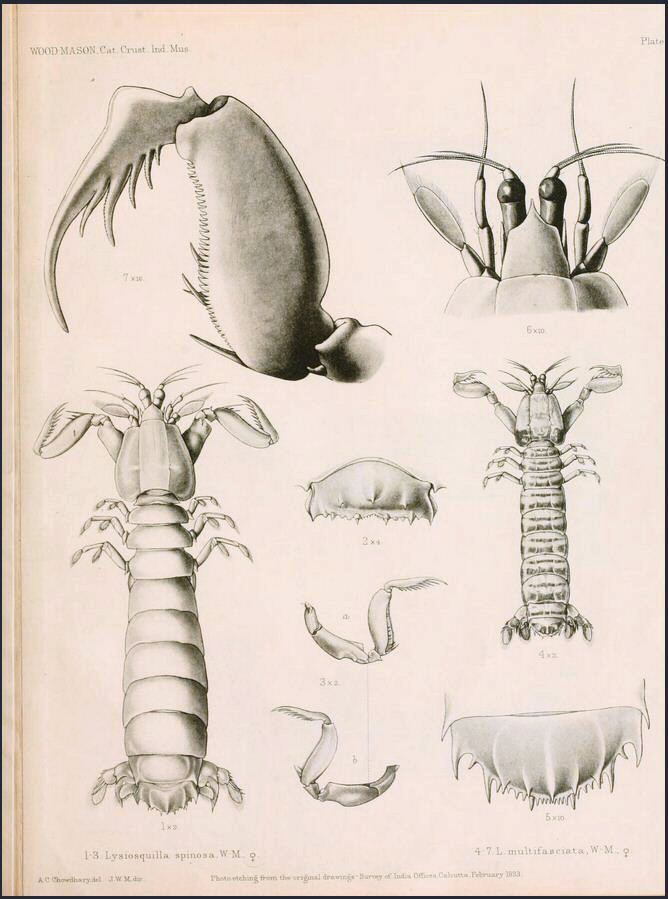
Wood-Masons Zeichnung von Squillidae aus dem Jahr 1895

James Wood-Mason (* Dezember 1846 in Gloucestershire; † 6. Mai 1893 auf See) war ein britischer Zoologe.

## Leben und Karriere
James Wood-Mason wurde in der Grafschaft Gloucestershire geboren, sein Vater war Arzt. Nachdem er die Charterhouse School abgeschlossen hatte, besuchte er das Queen’s College in Oxford. Dort war er unter anderem Student von John Obadiah Westwood. 1869 ging Wood-Mason nach Indien, wo er Assistent des Kurators John Anderson am Indian Museum in Kalkutta wurde. Am Medical College wurde Wood-Mason zum Professor für Zoologie und Vergleichende Anatomie. Im Jahr 1887 wurde Wood-Mason Nachfolger Andersons als Museumsleiter (Superintendent of the Indian Museum).
James Wood-Mason hatte ein breites zoologisches Interessengebiet. Er befasste sich vor allem mit Gespenstschrecken, Fangschrecken und Schmetterlingen. In späteren Jahren kamen auch Krebstiere hinzu. Er beschrieb 24 Arten und drei Gattungen der Phasmiden, unter anderem Sceptrophasma hispidulum (Wood-Mason 1873) und Ramulus westwoodii (Wood-Mason 1873), die er selbst 1872 auf den Andamanen fangen konnte. Wood-Mason ist auch Erstbeschreiber von Phyllium westwoodii 1875. Er beschrieb mindestens 74 Taxa der Fangschrecken, unter anderem die Familie der Eremiaphilidae. Im Jahr 1888 war er Expeditionsteilnehmer auf dem Dampfschiff HMS Investigator zusammen mit Alfred William Alcock. Wood-Mason konnte einige Krebsarten bei dieser Reise fangen und beschreiben, unter anderem Metanephrops andamanicus (Wood-Mason, 1892).
James Wood-Mason war Mitglied (fellow) der Royal Entomological Society of London sowie der Zoologisch-Botanischen Gesellschaft Wien. Er war Mitglied und ab 1887 Vizepräsident von The Asiatic Society of Bengal. Er ist außerdem Namensgeber einiger Taxa, unter anderem der Gattung Woodmasonia Brunner 1907, deren Typspezies Woodmasonia oxytenes im Jahr 1873 Wood-Mason selbst beschrieb.
James Wood-Mason litt unter Bright's disease, einer chronischen Nephritis. Sein Gesundheitszustand war bei seiner Abfahrt aus Kalkutta Richtung England am 5. April 1893 bereits kritisch. Am 6. Mai verstarb Wood-Mason auf See.

## Veröffentlichungen (Auswahl)
- 1889 Catalogue of the Mantodea, with descriptions of new genera and species, and an enumeration of the specimens, in the collection of the Indian Museum, Calcutte. 1: 1-48.
- 1891 Catalogue of the Mantodea, with descriptions of new genera and species, and an enumeration of the specimens, in the collection of the Indian Museum, Calcutte. 2: 49-66.
- 1891–1893 mit A. Alcock: Natural History Notes from H.M. Indian Marine Survey Steamer ‘Investigator’, Commander R.F. Hoskyn, R.N., commanding. Series II No. 1 On the results of deep–sea dredging during the season 1890–91. In: The Annals and Magazine of Natural History, series 6 8–11: 8: 16–34, 119–138, 268–286, 353–362; 9: 265–275, 358–370; 11: 161–172, Plates 9: 14–15, 11: 10–11.
- 1892 Crustacea. Part I. Illustrations of the Zoology of the Royal Indian marine Surveying Steamer “Investigator”. Calcutta.
- 1895 Figures and descriptions of nine species of Squillidae : from the collection in the Indian Museum doi:10.5962/bhl.title.13206